# Остеосклереиди
Остеосклереиди су склереиди штапићастог облика са проширеним крајевима, што им даје изглед дугих костију (отуда и назив), па се још називају и „коштаним ћелијама“.

## Примери
Налазе се у органима биљака појединачно (идиобласти). Присутни су у семењачи грашка, на пример.